# Mesoplia dugesi
Mesoplia dugesi är en biart som först beskrevs av Cockerell 1917.  Mesoplia dugesi ingår i släktet Mesoplia och familjen långtungebin. Inga underarter finns listade i Catalogue of Life.